# Zomrze
Zomrze [pronunciación en polaco: /ˈzɔmʐɛ/] es un asentamiento en el distrito administrativo de Gmina Stara Kiszewa, dentro del Distrito de Kościerzyna, Voivodato de Pomerania, en el norte de Polonia. Se encuentra aproximadamente 7 kilómetros al sudeste de Stara Kiszewa, 25 kilómetros al sudeste de Kościerzyna, y 53 kilómetros al sudoeste de la capital regional, Gdańsk.
Para detalles de la historia de la región, véase Historia de Pomerania.